# Église de Sion (Batticaloa)
Pour les articles homonymes, voir Sion, Zion, Sionisme (homonymie) et Église de Sion (homonymie).
L'église de Sion est une église évangélique située à Batticaloa. Son siège se situe sur la route centrale au 34A, à Batticaloa, au Sri Lanka. 

## Histoire
L'église de Sion a été fondée par le révérend Inpam Moses en 19741974. Le pasteur principal est le révérend Roshan Mahesan. 
L’église de Sion est affiliée à l’église du phare de Kandy, membre de la communauté des églises libres du Sri Lanka. 

## Attentats du dimanche de Pâques
L'église est l'un des sites visés par les attaques terroristes du 21 avril 2019, lors du dimanche de Pâques. L’explosion s'est produite entre 8 h 45 et 9 h 30, heure locale, pendant l’événement rassemblant le plus de monde. L'attentat à la bombe a fait environ 25 victimes dans l'édifice et quelques-uns dans le secteur de l'église,. Le pasteur de l'église, le révérend Roshan Mahesan, n'était pas à Batticaloa au moment des attentats, il visitait l'église Baptiste Faith Tamil dans la vallée de Grorud à Oslo, en Norvège.